# 130161 Iankubik
130161 Iankubik este o planetă minoră (asteroid) din centura de asteroizi. A fost descoperită pe 5 decembrie 1999 la Catalina Station⁠(d) de Catalina Sky Survey. 
Obiectul prezintă o orbită caracterizată de o semiaxă mare de 2,8339552623825 UAi, o excentricitate de 0,12, o înclinație de 1,3 ° în raport cu ecliptica.